# Tupungato
O Tupungato (que significa na língua indígena Huarpe "janela de estrelas") é um vulcão localizado na Argentina, na fronteira com o Chile, na cordilheira dos Andes, que constitui a 14.ª montanha mais alta de toda a cordilheira e também da América do Sul, com 6565 m de altitude.
O Tupungato fica localizado na fronteira entre o Chile e a província argentina de Mendoza, a cerca de 168 km a leste de Santiago. No seu lado sul situa-se o vulcão Tupungatito, também a Sul, a 10 km, situa-se o Aconcágua. O Tupungato é um vulcão ativo, mas não entra em erupção nem se registam emissões de cinza desde de 1986.
Quer o Tupungato quer o Tupungatito ficam dentro do Parque Provincial Tupungato, uma reserva natural de 110.000 hectares de extensão, que visa proteger a fauna (águias, condores, guanacos e lebres) e a flora existentes. No parque corre ainda o rio Tupungato que tem origem nos glaciares que descem do grande vulcão.
As primeiras pessoas a lograrem escalar o Tupungato foram Matthias Zurbriggen e Stuart Vines, em Abril de 1897, três meses depois de o primeiro ter escalado o Aconcágua (o pico mais alto da América do Sul), que se situa 80 quilómetros mais a Norte. A subida do Tupungato é um desafio sério para um alpinista que procure ganhar experiência em altitude, embora tecnicamente simples, mas tão duro quanto o Aconcágua.
O Tupungato dá ainda nome a uma importante região produtora de vinho na província Argentina de Mendoza, denominada de Departamento de Tupungato. Localizado próximo de uma importante autoestrada internacional, situam-se nas suas imediações muitas povoações, podendo o Tupungato ser acedido por norte, oeste e sul.
Frequentemente refere-se que a altitude da montanha é de 6800 metros, o que está incorreto, visto os dados dos mapas topográficos 1:50.000 chilenos coincidirem com os dados obtidos pela NASA recorrendo ao STRM (Shuttle Radar Topography Mission) em como a altitude ronda os 6570 metros.

## Star Dust
Em 2 de agosto de 1947, o avião Star Dust, um Avro Lancastrian (versão civil do bombardeiro da Segunda Guerra Mundial Avro Lancaster) da companhia aérea British South American Airways, com onze ocupantes a bordo, que sobrevoava a cordilheira dos Andes, no voo CS 59 de Buenos Aires para Santiago do Chile via Mendoza, embateu num glaciar perto do alto do Tupungato. 
Para além da forte queda de neve que se verificava na altura, o avião foi instantaneamente soterrado pela avalanche resultante do embate. O avião ficou totalmente oculto, bem escondido no interior de um glaciar, por mais de cinquenta anos, até que os restos do impacto voltaram a ser visíveis com o degelo do glaciar em 2000. Pouco depois, uma equipa descobriu os destroços do avião espalhados em volta, tendo recolhido alguns para investigação.